# یواس‌اس ال‌اس‌تی-۳۸۹
یواس‌اس ال‌اس‌تی-۳۸۹ (به انگلیسی: USS LST-389) یک کشتی است که طول آن ۳۲۸ فوت (۱۰۰ متر) می‌باشد. این کشتی در سال ۱۹۴۲ ساخته شد.